# Georges Marchal
Georges Marchal, născut cu numele de Georges Louis Lucot, (n. 10 ianuarie 1920, Nancy, Franța – d. 28 noiembrie 1997, Maurens, Aquitaine, Franța) a fost un actor francez.

## Filmografie
- 1941 Premier rendez-vous nemenționat
- 1942 Le Lit à colonnes
- 1942 L'homme qui joue avec le feu, regia Jean de Limur, writer : Pierre Bost
- 1943 Lumière d'été, regia Jean Grémillon, scenarist : Jacques Prévert, distribuție : Madeleine Renaud, Pierre Brasseur, Madeleine Robinson
- 1944 Vautrin⁠(fr)[traduceți] (1943 film) regizor : Pierre Billon, novel : Honoré de Balzac, screenplay : Pierre Benoît, Pierre Billon, cast : Michel Simon, Madeleine Sologne (Marchal plays le marquis Lucien de Rubempré)
- 1945 Pamela, regia Pierre de Hérain, novel : Victorien Sardou, cast : Fernand Gravey, Renée Saint-Cyr
- 1954 Fausse alerte, regia Jacques de Baroncelli, cast : Josephine Baker, Micheline Presle
- 1956 Les démons de l'aube (film de război din 1946), regia Yves Allégret
- 1947 Bethsabée⁠(fr)[traduceți], regia Léonide Moguy, novel : Pierre Benoît, cast : Danielle Darrieux, Jean Murat, Paul Meurisse
- 1949 Dernier amour (1949 film) Director : Jean Stelli, writer : Françoise Giroud, cast : Annabella, Jean Debucourt
- 1949 The Passenger
- 1949 Au grand balcon (1949 film) writer : Joseph Kessel
- 1950 Thirst of Men
- 1950 The Last Days of Pompeii
- 1951 Gibier de potence⁠(fr)[traduceți], regizor : Roger Richebé, writers : Jean Aurenche, Maurice Blondeau, cast : Arletty, Nicole Courcel
- 1951 The Seven Dwarfs to the Rescue (1951, film) Director: Paolo William Tamburella, cast : Rossana Podestà plays Princess Snow White and Marchal The Black Prince
- 1951 Messalina (1951 film) Director : Carmine Gallone, star : María Félix
- 1951 Le Naufragé du Pacifique⁠(fr)[traduceți] (1951 film) Director : Jeff Musso (Marchal plays Robinson Crusoe)
- 1953 Cei trei mușchetari (Les trois mousquetaires), regia André Hunebelle, scenariu Michel Audiard, d. Yvonne Sanson, Gino Cervi, Bourvil, Claude auphin
- 1954 Royal Affairs in Versailles (1954 film) Marchal plays the young Louis XIV - and Guitry the older king
- 1954 Teodora (Teodora, imperatrice di Bisanzio), regia Riccardo Freda
- 1954 La Contessa di Castiglione. regia Georges Combret, distribuție : Yvonne De Carlo, Paul Meurisse, Rossano Brazzi
- 1954 Le Vicomte de Bragelonne⁠(fr)[traduceți], regia Fernando Cerchio, novel : Alexandre Dumas, adaptation : Alexandre Astruc, cast : Dawn Addams, Jacques Dumesnil (Marchal plays Bragelonne and Dumesnil D'Artagnan)
- 1954 La soupe à la grimace
- 1956 Una aventura de Gil Blas, regia René Jolivet, novel : Alain-René Lesage, cast : Barbara Laage, Jacques Castelot (Marchal plays Gil Blas)
- 1956 Cela s'appelle l'aurore, regia Luis Buñuel, novel : Emmanuel Roblès, cast : Lucia Bosé
- 1956 Death in the Garden, regia Luis Buñuel
- 1958 Filles de nuit⁠(fr)[traduceți]
- 1958 La rivolta dei gladiatori, regia Vittorio Cottafavi, cast : Ettore Manni, Gianna Maria Canale
- 1959 Nel Segno di Roma, regia Guido Brignone, Michelangelo Antonioni, Riccardo Freda, writer : Sergio Leone, cast : Anita Ekberg, Chelo Alonso, Gino Cervi, Jacques Sernas
- 1959 Vacanze d'inverno
- 1959 Costa Azzurra, Director : Vittorio Sala, cast : Alberto Sordi, Rita Gam, Antonio Cifariello, Elsa Martinelli
- 1959 Legions of the Nile, regia Vittorio Cottafavi, cast : Linda Cristal, Ettore Manni
- 1960 Prisonniers de la brousse⁠(fr)[traduceți] Director : Willy Rozier
- 1950 The Dam on the Yellow River, regia Renzo Merusi⁠(it)[traduceți], cast : Anita Ekberg
- 1960 Austerlitz, regia Abel Gance : Jean Lannes
- 1961 Colosul din Rodos (Il Colosso di Rodi), regia  Sergio Leone
- 1961 Napoléon II l'Aiglon, regia Claude Boissol, novel : André Castelot (Marchal plays général Gustav von Neipperg)
- 1962 Ulysses Against the Son of Hercules, regia Mario Caiano, distributie : Mike Lane
- 1962 The Secret Mark of D'Artagnan, regia Siro Marcellini, cast : George Nader, Magali Noël, Massimo Serato (Marchal plays the Duke of Montserrat)
- 1965 The Dirty Game
- 1966 Dacii
- 1967 Belle de Jour
- 1969 Tout pour le mieux (film TV) Director : Jeannette Hubert, play : Luigi Pirandello, cast : Jean Desailly, Giani Esposito, Denise Grey, Eléonore Hirt
- 1969 The Milky Way
- 1970 Le lys dans la vallée (film TV), regia Marcel Cravenne, novel : Honoré de Balzac, cast : Delphine Seyrig, Richard Leduc, Alexandra Stewart (Marchal plays M. de Mortsauf)
- 1971 Quentin Durward (1971 TV) Director : Gilles Grangier, novel : Sir Walter Scott, cast : Amadeus August, Marie-France Boyer (Marchal plays Crèvecoeur)
- 1971 L'homme qui rit (1971 TV) Director : Jean Kerchbron, novel : Victor Hugo (Marchal plays Lord David)
- 1972 Faustine et le bel été
- 1972 Les six hommes en question (1972 TV) Director : Abder Isker, play : Frédéric Dard and Robert Hossein
- 1972 Les Rois maudits (The Accursed Kings) (1972 TV) (Marchal plays Philippe le Bel)
- 1974 Paul et Virginie (1974 TV) regizor : Pierre Gaspard-Huit, novel : Henri Bernardin de Saint-Pierre (Marchal plays the governor)
- 1976 Les beaux messieurs de Bois-Doré (1976 TV) Director : Bernard Borderie, novel : George Sand, cast : Yolande Folliot, Michel Albertini, Philippe Lemaire, François Maistre, Jean-François Poron
- 1977 Vaincre à Olympie (film TV)
- 1977 Les Enfants du placard (film TV) Director and writer : Benoît Jacquot, cast : Brigitte Fossey, Lou Castel, Jean Sorel
- 1978 Claudine (1978 TV) Director : Edouard Molinaro, novel	: Colette and Willy, adaptation : Danièle Thompson, cast : Marie-Hélène Breillat, Jean Desailly (Marchal plays Renaud)
- 1978 Gaston Phébus (1978 TV) Director : Bernard Borderie, novel : Gaston et Myriam de Béarn, cast : Jean-Claude Drouot, France Dougnac, Nicole Garcia (Marchal plays Corbeyran)
- 1979 The Island of Thirty Coffins (film TV)
- 1981 Cinq-Mars (1981 TV) Director : Jean-Claude Brialy, writers : Jean-Claude Brialy and Didier Decoin, cast : Pierre Vaneck, Paul Blain, Madeleine Robinson, Jacques Duby (Marchal plays Richelieu)
- 1981 Maigret se trompe (film TV) Director : Stéphane Bertin, novel : Georges Simenon, cast : Jean Richard, Macha Méril
- 1982 A Captain's Honor (film TV)
- 1985 Meurtres pour mémoire (film TV) Director : Laurent Heynemann, novel : Didier Daeninckx, cast : Christine Boisson, Christophe Malavoy
- 1985 Châteauvallon (film TV)
- 1956 Le coeur cambriolé (film TV), regizor : Michel Subiela, short story : Gaston Leroux1
- 1989 Les grandes familles (film TV), Director : Edouard Molinaro, novel and screenplay : Maurice Druon, cast : Michel Piccoli, Pierre Arditi, Roger Hanin, Evelyne Bouix, Jean Desailly, Bulle Ogier (Marchal plays Urbain de la Monnerie)

## Legături externe
- Georges Marchal la Internet Movie Database
- Cinemagia - Georges Marchal